# Ròtova
Ròtova és un municipi del País Valencià situat a la comarca de la Safor, situat a nou quilòmetres de Gandia, a la vora de l'autovia CV-60 a l'Olleria, en un lloc de pas tradicional entre les comarques costaneres i l'interior valencià i peninsular. Des de València ciutat s'hi accedix per carretera, a través de la N-332 o l'autopista AP-7 per a enllaçar amb la CV-686 i finalitzar en la CV-60.

## Geografia
Plaçat damunt d'un tossal, a la vora dreta del Vernissa, és un poble de trànsit entre el pla al·luvial i la muntanya. El seu nucli originari era allargat i caminer. S'estructurava a la vora del camí reial que arribava des de Gandia tocant un flanc de la casa senyorial o palau; esquema que es repetix amb la carretera d'Albaida des de mitjan segle xx. Situat en la zona meridional de la província de València, al peu dels contraforts meridionals de la Serra Grossa, és drenat pel riu de Vernissa, que travessa el terme d'W a E. i que forma la Vall del Vernissa, subcomarca de la Safor composta per cinc municipis: Alfauir, Almiserà, Castellonet de la Conquesta, Llocnou de Sant Jeroni i Ròtova, situats al voltant del riu. Al llarg del riu trobem alguns molins hidràulics com el Molí de la Cova o de Faios al Racó de la Cova. El relleu presenta dues parts ben diferenciades: la part sud-est està ocupada per una plana al·luvial constituïda pels arrossegaments del riu Vernissa i el seu afluent per la dreta el barranc de les Daies, que confluïx amb el d'Alfauir poc abans d'arribar al Vernissa. Algunes de les fonts naturals de Ròtova són la font de les Galeries, la font del Llibrells i la font del Castell. El punt geogràfic de major altitud del terme és el tossal de l'Aigua (591,7 m.), seguit per l'Alt dels Àguiles) (587 m.) i l'Alt de la Font Blanca (557 m.). El sector forestal, en part cobert de pinedes, ocupa unes dues terceres parts del territori. La part més baixa, pròxima al riu, es dedica quasi tota al regadiu: 200 ha de tarongers; el secà es reduïx a 25 ha (oliveres, garrofers, vinya i ametllers). Hi ha magatzems de preparació de fruita i el polígon industrial Les Masses. El municipi comprèn l'antic castell i terme de Borró, amb l'enclavament de l'Erm pròxim al Monestir de Sant Jeroni de Cotalba.
El clima és mediterrani plujós, amb molta humitat tant en hivern com en estiu. Les pluges, encara que són prou abundants es concentren a la tardor.
El terme municipal de Ròtova limita amb les següents localitats: Ador, Alfauir, Almiserà, Llutxent i Palma de Gandia, totes elles de la província de València.

## Història

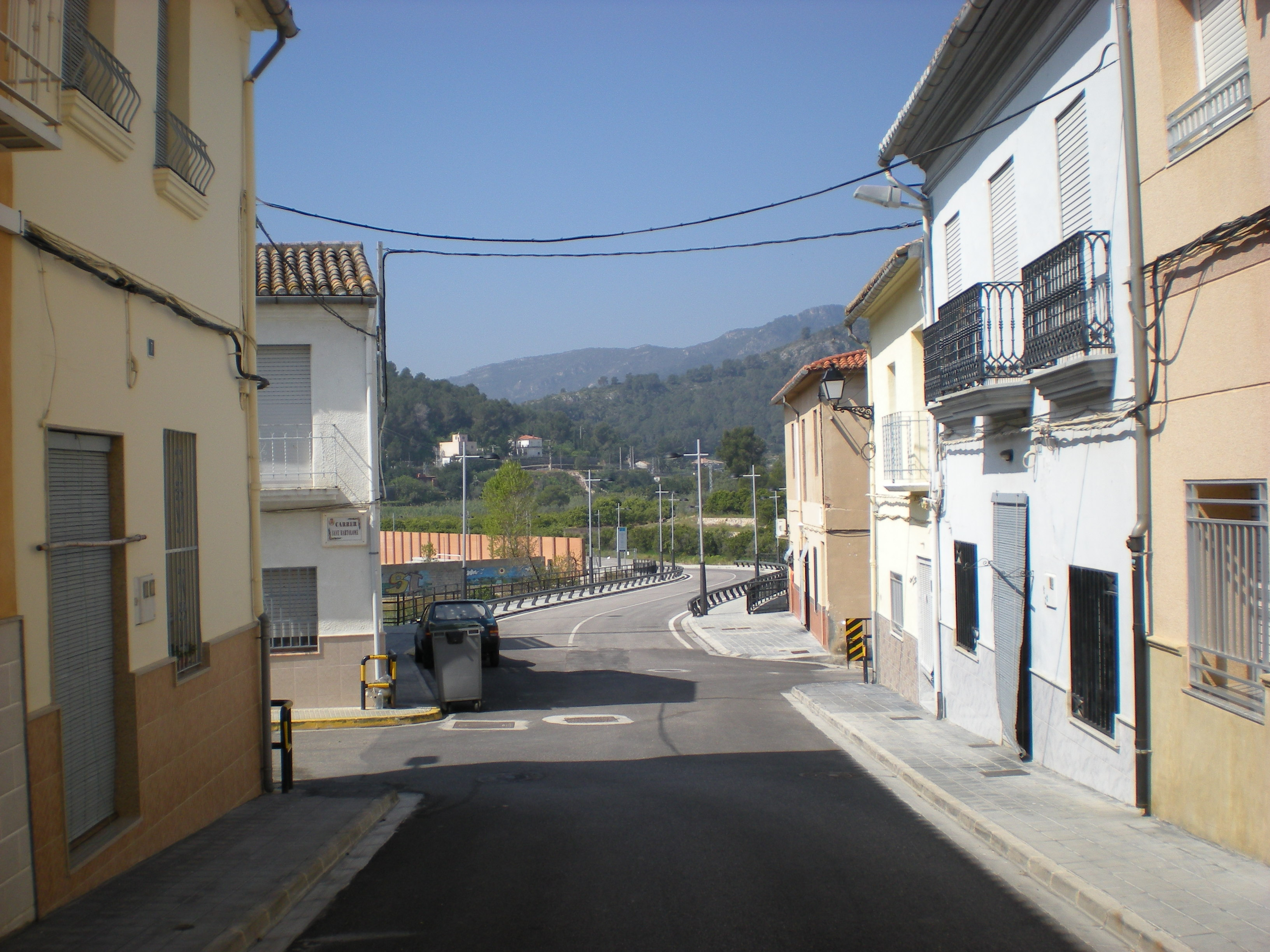
Pont Nou

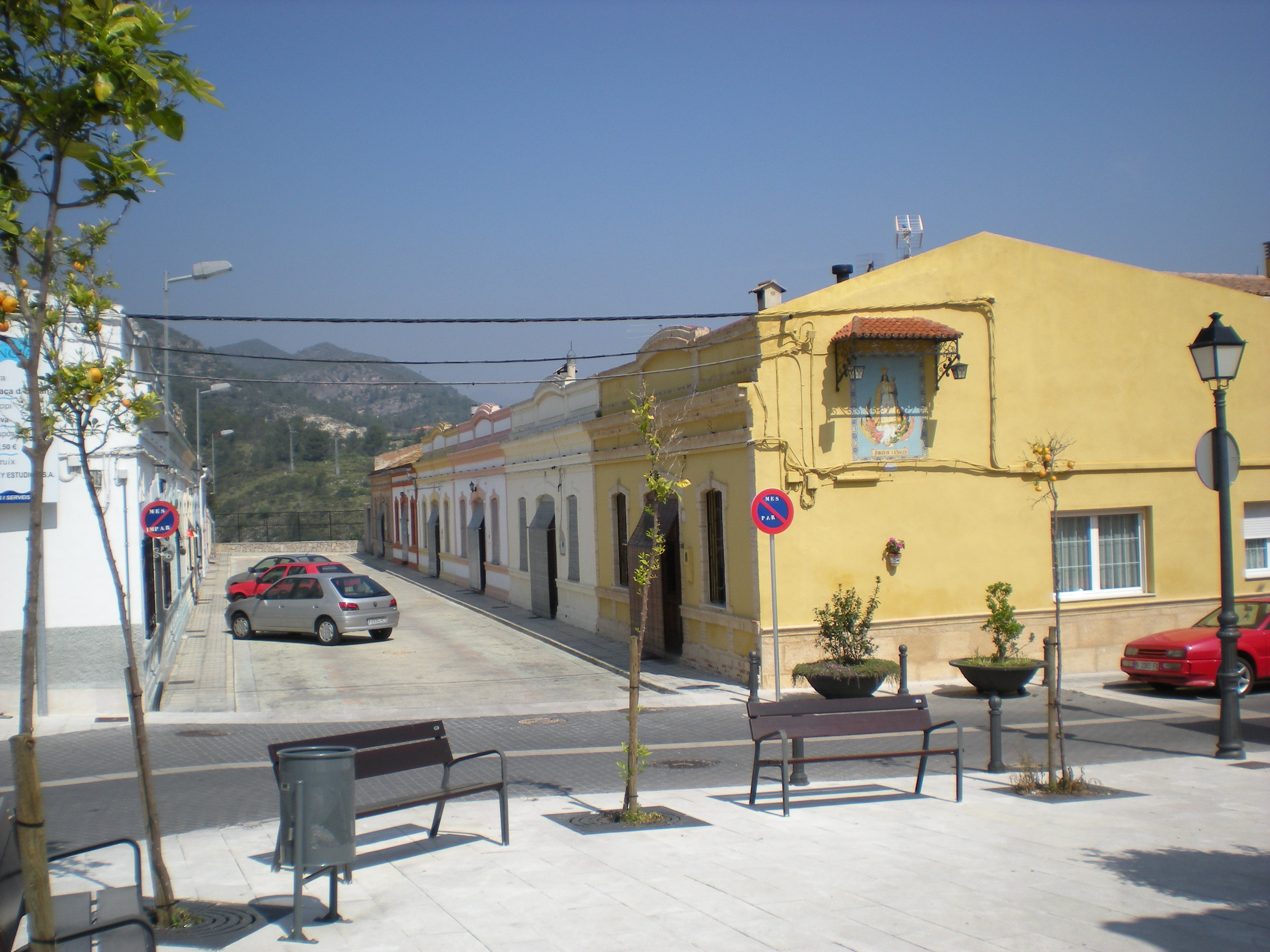
Barri de la Salut

En el seu terme abunden les troballes de restes prehistòriques, entre les quals destaquen la cova de les Rates Penades, l'abric de la Penya Roja, la cova del Barranc Blanc i altres recers en procés d'estudi. Va aparéixer una làpida romana, ara al Museu Arqueològic de Gandia (MAGA), en construir les cases de darrere de l'Església, potser amb relació a la Vil:la Romana de la Sort.
Al llarg de la baixa edat mitjana hi va haver pobladors cristians que convivien amb els musulmans. Dins de l'antic terme del castell de Borró, havia de subjectar-se, això no obstant, a la jurisdicció superior del castell de Palma. En el començament del xv, el seu senyor, Joan de Fluvià, dugué a terme un gran projecte hidràulic per a millorar la séquia comuna de Ròtova i Alfauir i va acordar amb els jerònims de Cotalba la utilització de les aigües del Vernissa. Des de 1546 es regix per la carta de població atorgada per Pere de Figuerola. Al capdavall, Ròtova era un dels pocs senyorius que havia escapat a la cobdícia dels Borja, i canviava de mans amb freqüència. Propietat de la família Vich en entrar al XVI, passaria després als Polop, als Baiarri, als Balaguer i finalment a mans de Josep Faus, qui el va comprar en la darrera dècada del segle xvii. L'any 1800, el seu descendent Llorenç Bou de Penyarroja va aconseguir el títol de comte de Ròtova.
Tenia una demografia limitada (18 cases habitades el 1646), unes rendes minses i escasses possibilitats d'expansió, voltat com estava per senyorius vinculats als jerònims. No obstant això, en el segle xviii es va consolidar com el nucli més important entre els pobles de la Vall del Vernissa. En la dècada del 1920 tingué lloc un cert creixement i es va obrar el barri de la Salut, però en conjunt, les darreres dècades han sigut d'estancament i fins i tot recessió.
La parròquia s'independitzà de Palma l'any 1535. Aleshores, el prior de Sant Jeroni s'obligava a posar un sacerdot secular per a instruir els moriscos de Castellonet i Almiserà. Li pertanyien estos municipis com a ajudes de primera i el d'Alfauir com a annex. Per aquells anys va ser rector el que després esdevindrà el venerable Miguel López de Grez, d'origen navarrés. Des del Monestir de Sant Jeroni de Cotalba, després de la desamortització, es traslladen la imatge de la Mare de Déu de la Salut i el retaule major. La marededeu, procedent d'Onil, havia sigut portada al monestir a conseqüència d'una epidèmia esdevinguda l'any 1752. Actualment, la parròquia encara conserva Alfauir com a annex. Té partides sacramentals des de 1620, corresponents a tots els pobles de la conca del Vernissa. Des de 1767, solament de Ròtova i Alfauir. L'Arxiu Municipal engega les seues sèries des de mitjan segle xix.

## Població
La població, que havia tingut un increment fort al llarg del segle xix, va tornar a créixer des del 1950 amb l'ampliació de l'àrea regada. Després s'ha estancat amb xicotetes oscil·lacions.
| 1990  | 1992  | 1994  | 1996  | 1998  | 2000  | 2002  | 2004  | 2006  | 2008  | 2011  | 2018  | 2019  | 2020  | 2021  | 2022  | 2023  | 2024  |
| ----- | ----- | ----- | ----- | ----- | ----- | ----- | ----- | ----- | ----- | ----- | ----- | ----- | ----- | ----- | ----- | ----- | ----- |
| 1.379 | 1.276 | 1.342 | 1.345 | 1.331 | 1.295 | 1.254 | 1.277 | 1.285 | 1.341 | 1.341 | 1.262 | 1.294 | 1.293 | 1.271 | 1.265 | 1.292 | 1.272 |

## Política i govern

### Corporació municipal
El Ple de l'Ajuntament està format per 9 regidors. En les eleccions municipals de 28 de maig de 2023 foren elegits 5 regidors de Compromís per Ròtova (Compromís) 2 d'Ara Ròtova (AROT) i 2 del Partit Popular (PP).
| Eleccions municipals de 28 de maig de 2023 - Ròtova                               |                                     |                                     |                                     |        |         |          |
| Candidatura                                                                       | Candidatura                         | Candidatura                         | Cap de llista                       | Vots   | Vots    | Regidors |
|                                                                                   | Compromís per Ròtova                |                                     | Jordi Puig Muñoz                    | 450    | 50,27%  | 5 ()     |
|                                                                                   | AROT                                |                                     | Francisco Faus                      | 218    | 24,35   | 2 (+2)   |
|                                                                                   | Partit Popular                      |                                     | Dolores Momparler                   | 217    | 24,24%  | 2 (-2)   |
|                                                                                   | Vots en blanc                       |                                     |                                     | 10     |         |          |
| Total vots vàlids i regidors                                                      | Total vots vàlids i regidors        | Total vots vàlids i regidors        | Total vots vàlids i regidors        | 895    | 100 %   | 9        |
|                                                                                   | Vots nuls                           | Vots nuls                           | Vots nuls                           | 13     |         |          |
| Participació (vots vàlids més nuls)                                               | Participació (vots vàlids més nuls) | Participació (vots vàlids més nuls) | Participació (vots vàlids més nuls) | 908    | **      |          |
| Abstenció                                                                         | Abstenció                           | Abstenció                           | Abstenció                           | 121*   | **      |          |
| Total cens electoral                                                              | Total cens electoral                | Total cens electoral                | Total cens electoral                | 1.029* | 100 %** |          |
| Alcalde:                                                                          |                                     |                                     |                                     |        |         |          |
| Fonts: (* No són vots sinó electors. ** Percentatge respecte del cens electoral.) |                                     |                                     |                                     |        |         |          |

### Alcaldes
Des de 2019 l'alcalde de Ròtova és Jordi Puig Muñoz de Compromís per Ròtova (Compromís).
| Període                       | Alcalde o alcaldessa                        | Partit polític | Data de possessió     | Observacions                 |
| ----------------------------- | ------------------------------------------- | -------------- | --------------------- | ---------------------------- |
| 1979–1983                     | Heliodor Faus Pérez Francisco Polop Bolufer | CIR UCD        | 19/04/1979 13/03/1982 | Moció de censura UCD+PSPV -- |
| 1983–1987                     | Santiago Faus Soler                         | AP-PDP-UL-UV   | 28/05/1983            | --                           |
| 1987–1991                     | Santiago Faus Soler                         | AP             | 30/06/1987            | --                           |
| 1991–1995                     | Santiago Faus Soler                         | PP             | 15/06/1991            | --                           |
| 1995–1999                     | Joaquín Saneugenio Climent                  | PP             | 17/06/1995            | --                           |
| 1999–2003                     | Antonio Garcia Serra                        | PP             | 03/07/1999            | --                           |
| 2003–2007                     | Antonio García Serra                        | PP             | 14/06/2003            | --                           |
| 2007–2011                     | Antonio García Serra                        | PP             | 16/06/2007            | --                           |
| 2011–2015                     | Antonio García Serra                        | PP             | 11/06/2011            | --                           |
| 2015–2019                     | Antonio García Serra                        | PP             | 13/06/2015            | --                           |
| 2019-2023                     | Jordi Puig Muñoz                            | Compromís      | 15/06/2019            | --                           |
| Des de 2023                   | Jordi Puig Muñoz                            | Compromís      | 17/06/2023            | --                           |
| Fonts: Generalitat Valenciana |                                             |                |                       |                              |

## Economia

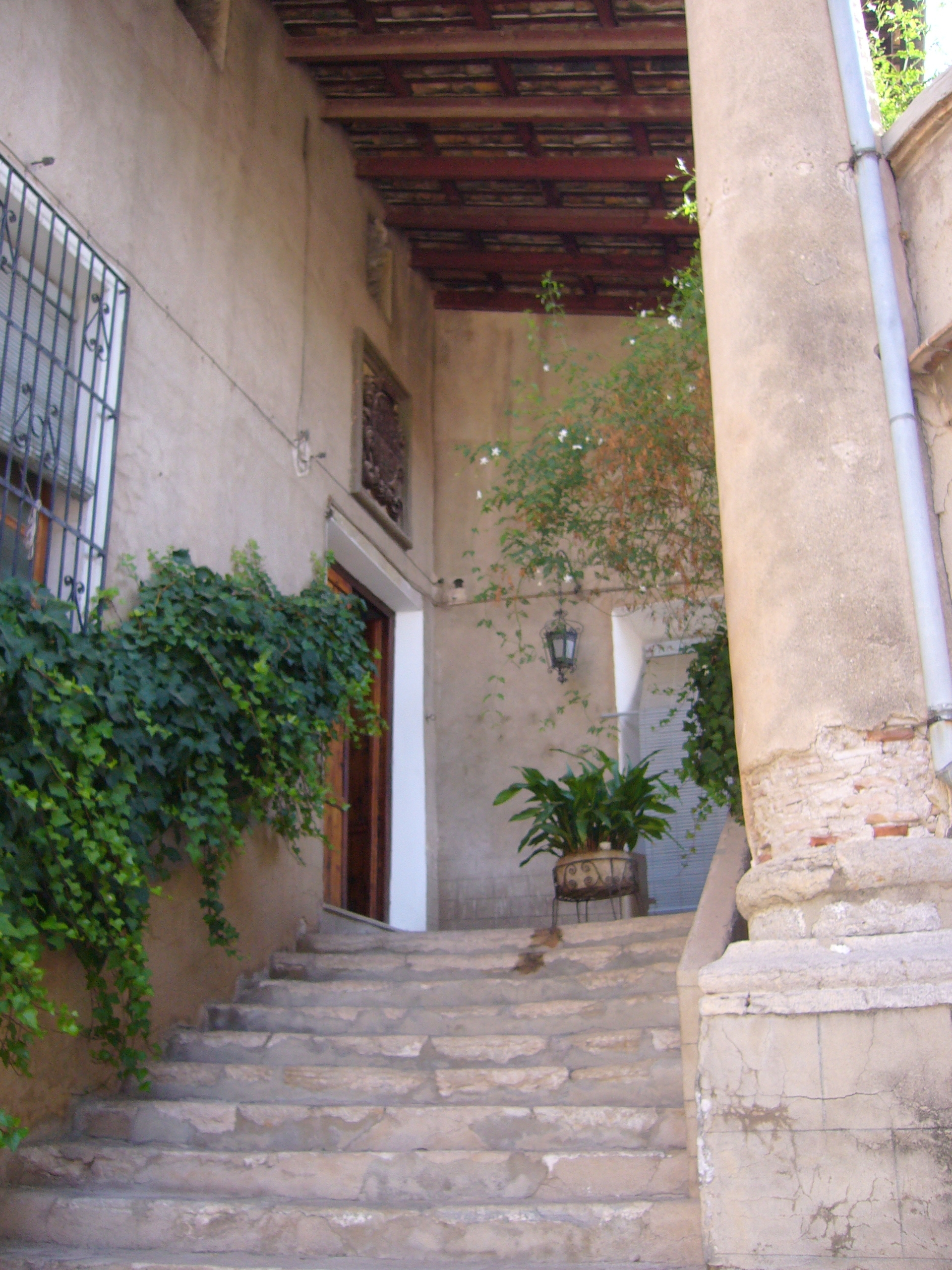
Palau dels Comtes de Ròtova

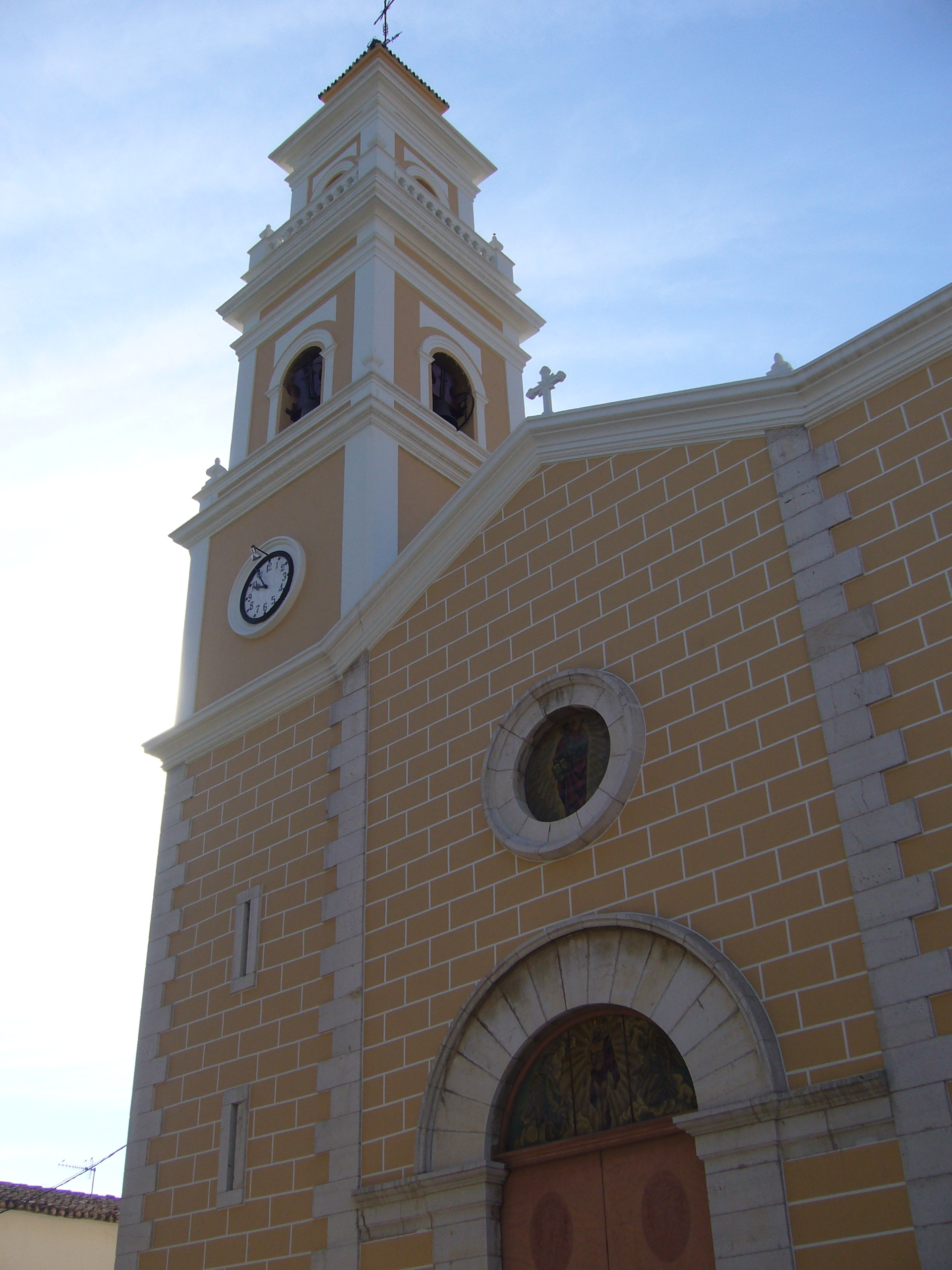
Església San Bartomeu

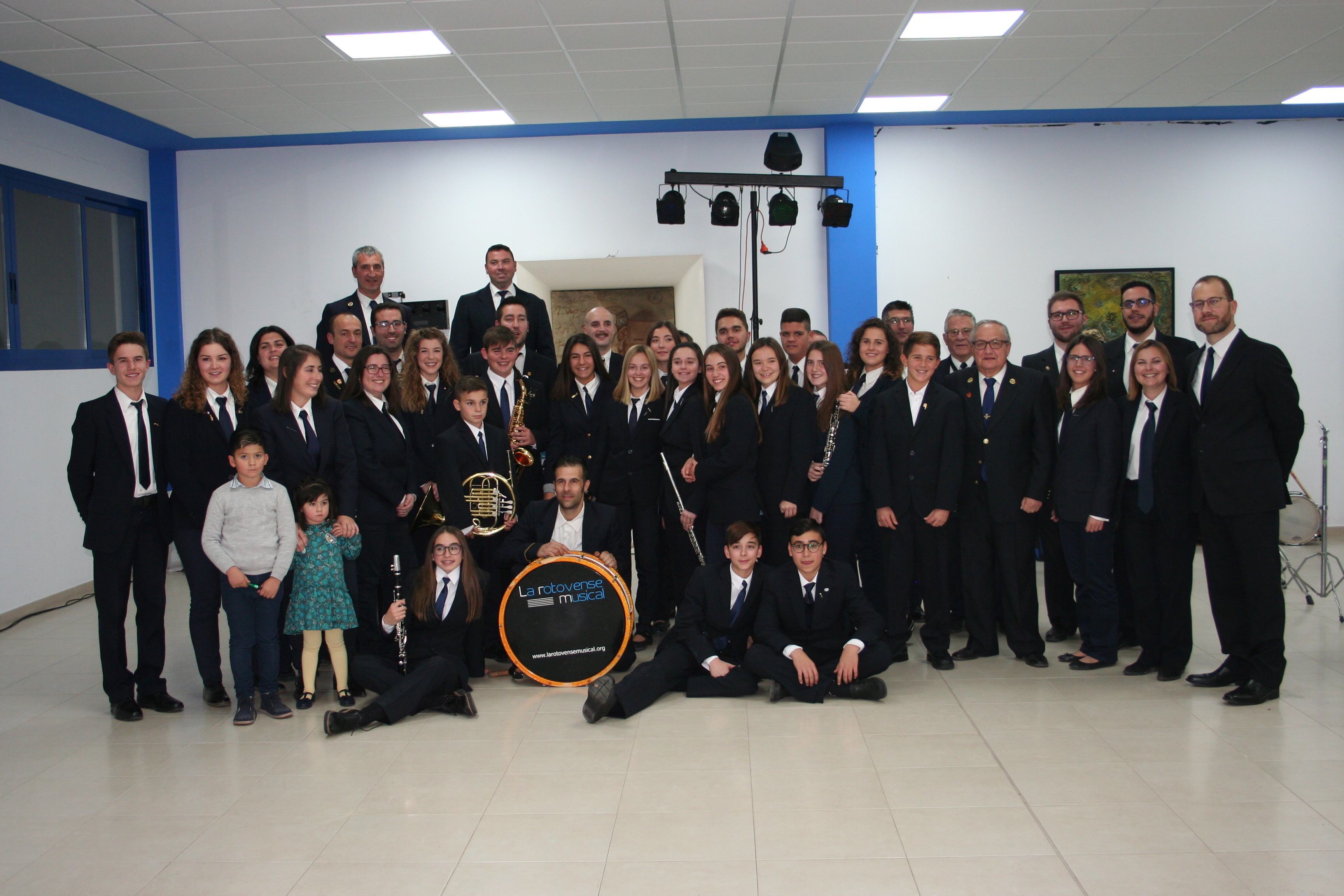
La Rotovense Musical

La seua economia es va centrar en la pansa i posteriorment en la recol·lecció i exportació de taronges. Hui dia, molts dels seus veïns treballen en empreses situades a Gandia i la seua contornada. Al poble hi ha el polígon industrial les Masses. El cultiu de regadiu és majoritari. La riquesa ramadera se centra en el bestiar boví i les gallines repartides entre granges avícoles.

## Patrimoni
- Església Parroquial de Sant Bartomeu Es va constituir en 1534 i l'edifici actual data del segle xviii, i és d’estil neoclàssic valencià. Està dedicada a Sant Bartomeu apòstol i la seua capella de la comunió va ser afegida en 1901, en dedicació a la Mare de Déu de la Salut.
- Palau dels Comtes de Ròtova. Casa senyorial en la qual trobem l'escut nobiliari i una potent columna junt una original escala imperial de pedra calcària.
- Monestir de Sant Jeroni de Cotalba fundat el 1388 sota el mecenatge de n'Alfons d'Aragó, primer duc de Gandia; aixecat sobre les restes d'un caseriu musulmà, barreja de gòtic, mudèjar i renaixentista. El seu estat de conservació és excel·lent i actualment, es pot visitar la major part del monument.
- Castell de Borró, fortalesa d'origen musulmà que és bé d'interès cultural amb registre ministerial R-I-51-0010922 de 5 de novembre de 2002.
- Vil.la Romana de la Sort.
- Centre d’Interpretació de la Cultura de la Pansa. Antic Riurau del Roig restaurat i convertit en museu.
- Sender de Petit Recorregut de Ròtova PR-CV 100.
- Aqüeducte de Sant Jeroni de Cotalba
- Casa dels Pegolins

## Festes locals
- Sant Antoni del Porquet. Se celebra el 17 de gener amb la tradicional foguera i amb la benedicció dels animals.
- La Candelera. 2 de febrer.
- El Porrat de Sant Macià (Darrer cap de setmana de febrer)dins de la ruta dels porrats de la Safor
- Festes de moros i cristians (Primer Cap de setmana d'agost)
- Festes Majors. Les festes patronals són del 7 a l'11 de setembre. El primer dia en honor de la Mare de Déu de la Salut (la patrona), el segon dedicat a la Divina Aurora, el tercer al Crist de la Fe i el quart al patró Sant Bartomeu apòstol.

## Gastronomia
Són típics els arrossos: Paella, arròs al forn (arròs amb fesols i naps, arròs amb crosta…), arròs de quaresma; les Coques de dacsa, fetes de farina de dacsa i blat i farcides amb anxoves, ou, tonyina…, o bé a una sardina torrada; i pel que fa als dolços ho són els rotllos d'ou, pastissos de moniato i ametla, de cabell d'àngel, els pastissets a l'aire, rotllets d'aiguardent, els carquinyols, els rosegons, les mantecades, els bescuits o els mostatxons.

## Persones il·lustres
- Josep Maria Balbastre, poeta
- Juan Gimeno, mestre.
- Juan Ramón Calabuig Rodrigo, poeta
- Miguel López de Grez, Sacerdot. Venerable